# 木村道夫
木村 道夫（きむら みちお、1932年8月28日-  ）は、日本の経営者。太平洋セメント社長、会長を務めた。

## 来歴・人物
香川県高松市出身。1955年に東京大学法学部を卒業し、同年に日本セメントに入社。1984年7月に取締役に就任し、1989年6月に常務を経て、1991年6月に副社長に就任し、1992年6月には社長に昇格。1998年10月には太平洋セメント社長に就任。2002年4月に会長を経て、2008年6月には相談役に就任。
1997年4月に藍綬褒章を受章し、2003年4月に勲二等瑞宝章を受章。